# Max Ehmer
Maximilian Andreas „Max“ Ehmer (* 3. Februar 1992 in Frankfurt am Main) ist ein deutscher Fußballspieler.

## Spielerkarriere

### Queens Park Rangers
Der in Deutschland geborene Max Ehmer zog im Alter von drei Jahren mit seinen Eltern nach England. Mit elf Jahren wechselte er in die Jugendakademie der Queens Park Rangers. Nachdem er zwischen 2003 und 2009 die verschiedenen Jugendmannschaften des Vereins als Mannschaftskapitän durchlaufen hatte, unterzeichnete er im Sommer 2009 seinen ersten Profivertrag. Nachdem er für die von Neil Warnock trainierte Mannschaft in der Football League Championship 2010/11 zu keinem Einsatz gekommen war, einigten sich beide Vertragspartner zum Jahreswechsel auf einen Wechsel auf Leihbasis.

### Yeovil Town
Am 1. Januar 2011 wechselte Max Ehmer für zunächst einen Monat auf Leihbasis zu Yeovil Town in die Football League One und gab sein Debüt gegen Plymouth Argyle. Nach seinem Einstand wurde das Ausleihgeschäft bis Saisonende erweitert. Ehmer bestritt im Verlauf der Saison 27 Ligaspiele und trug  zum Klassenerhalt von Yeovil bei. Im Sommer 2011 wurde Ehmer für weitere sechs Monate an Yeovil ausgeliehen. Nachdem das Leihgeschäft zwischenzeitlich bis zum Saisonende verlängert worden war, kehrte er am 19. Januar 2012 vorzeitig zu den Queens Park Rangers zurück.

### Preston North End und FC Stevenage
Nach seiner Rückkehr stimmte Ehmer einem weiteren Ausleihgeschäft zu. So unterschrieb er am 16. März 2012 einen Leihvertrag beim Drittligisten Preston North End, der bis Saisonende gültig war. In der Rückrunde der Saison 2012/13 wechselte er auf Leihbasis zum FC Stevenage, wo er am 1. April 2013 beim 1:0-Heimsieg gegen Hartlepool United seinen ersten Ligatreffer erzielte.

### Nächste Leihe: Carlisle und Gillingham
Im November 2013 folgte die nächste Ausleihe an den League-One-Klub Carlisle United bis zum Ende der Saison. Nach seiner zwischenzeitlichen Rückkehr zu den Queens Park Rangers wurde Ehmer im November 2014 erneut ausgeliehen, diesmal an den FC Gillingham. Im Juli 2015 wurde er von Gillingham fest unter Vertrag genommen.

### Gillingham
Im Januar 2017 wurde Ehmer in Gillingham von Trainer Adrian Pennock zum Mannschaftskapitän ernannt. Nach dessen Entlassung verlor Ehmer die Kapitänsbinde kurzzeitig an Gabriel Zakuani. Zur Saison 2019/20 wurde er erneut zum Kapitän ernannt. Am 9. März 2019 absolvierte Ehmer sein 200. Pflichtspiel für Gillingham.